# Базична личност
Базична личност (енгл. basic personality) је скуп карактеристика личности, заједнички за већину чланова једне друштвене групе. То су фундаменталне, општеприхваћене вредности веровања, ставови, црте карактера и тежње по којима се
разликује типичан представник једне етничке заједнице од представника неке друге. Настају као резултат деловања породице, друштвене средине и других, механизмима стицања заједничких искустава. Нове терминолошке ознаке: модална личност, социјални карактер, национални карактер.